# Терраччано, Филиппо
Фили́ппо Террачча́но (итал. Filippo Terracciano; родился 8 февраля 2003 года, Верона, Италия) — итальянский футболист, полузащитник клуба «Милан».

## Клубная карьера
Является воспитанником «Эллас Верона». За клуб дебютировал в кубке Италии против «Эмполи». Против того же клуба дебютировал в Серии А.

## Карьера в сборной
Сыграл 1 матч за сборную Италии до 18 лет против Австрии, где отдал голевой пас. На чемпионате Европы до 19 лет в Словакии сыграл три матча. Сыграл 4 матча за сборную до 20 лет и до 21 года.

## Достижения
«Милан»
- Обладатель Суперкубка Италии: 2024